# Lutine (frégate)
Pour l’article homonyme, voir Lutine.
La Lutine est une frégate de classe Magicienne portant 32 canons de la marine royale française lancée en 1779 à Toulon qui a été livrée par les royalistes à la marine royale britannique en 1793. Elle y fait une deuxième carrière sous le nom de HMS Lutine avant de couler chargée d'un trésor fabuleux au large des îles de la Frise occidentale lors d'une tempête en 1799. Un seul de ses quelque 240 passagers et membres d'équipage a survécu.
Son naufrage a eu lieu à Vlieland le 9 octobre 1799, alors qu'elle devait livrer à Hambourg une importante cargaison d'or et d'argent destinée à éviter une crise économique. Le montant en a été estimé à 130 millions d'euro actuels (2019). Le déplacement des bancs de sable a perturbé les tentatives de sauvetage et 80% de la cargaison n'a jamais été récupérée. 
La société d'assurance Lloyd's of London a conservé sa cloche, récupérée le 17 juillet 1858. Pesant 48 kilos et mesurant 46 centimètres de diamètre, cette cloche était traditionnellement sonnée au siège de la Lloyd's à Londres pour informer les employés : un coup pour la nouvelle de la disparition d'un navire assuré par la compagnie, deux coups pour sa récupération.

## Carrière du navire

### Carrière au service de la France
En 1780, la Lutine est en Méditerranée orientale sous le commandement du capitaine de Cambray, elle mouille notamment dans les ports de Foilleri, Smyrne et Malte, avant de revenir à Toulon en escortant un convoi. Plus tard dans l'année, elle est sous les ordres de Garnier de Saint-Antonin (en), et effectue des missions en Méditerranée orientale

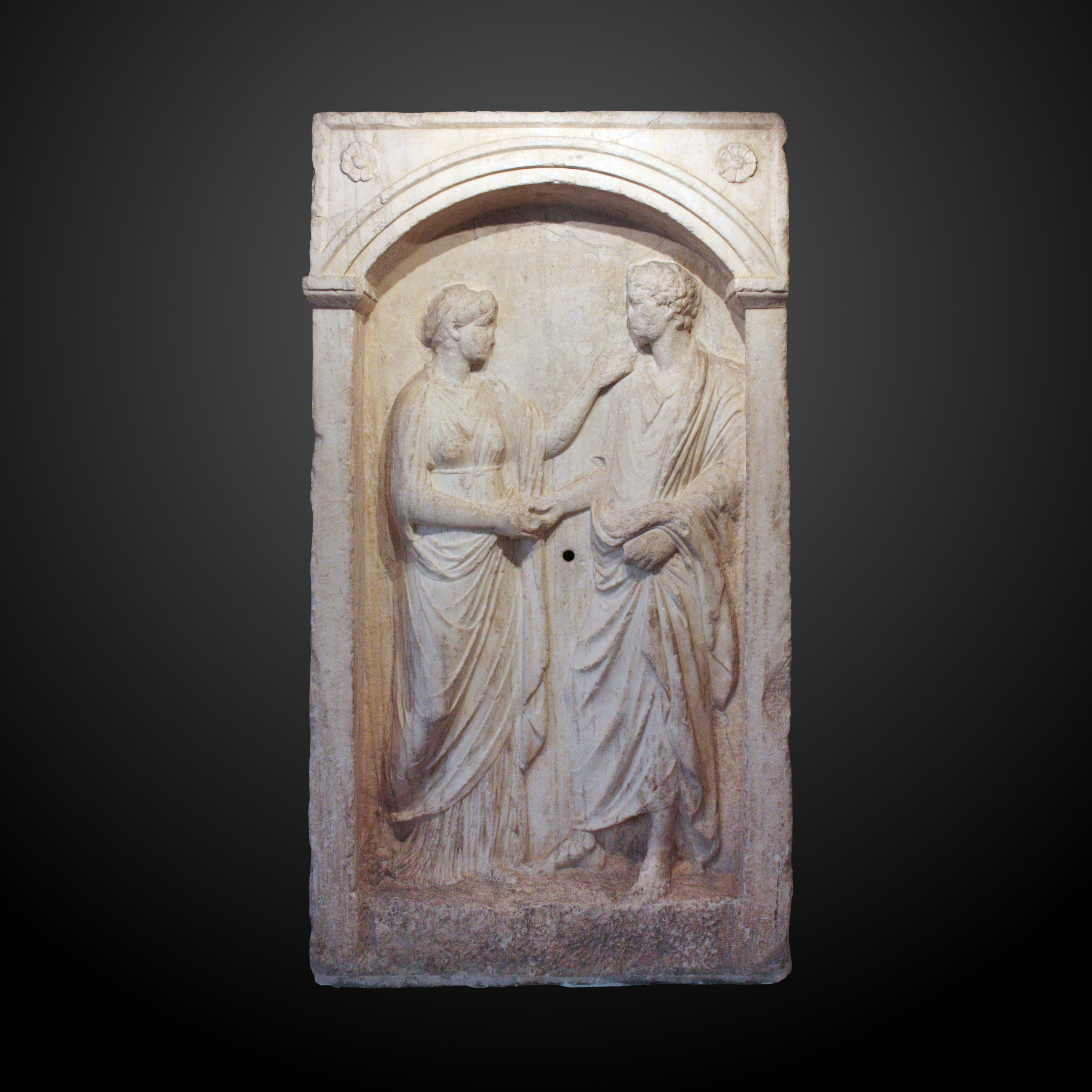
Stèle funéraire attique rapportée d'Athènes par Lutine, Musée de Grenoble, Inv. 376.

En 1781, sous les ordres de Joseph de Flotte (en), elle escorte à nouveau des convois en Méditerranée orientale et fait escale à Marseille, Malte, Smyrne et Foilleri. A Athènes, le capitaine Joseph de Flotte reçoit en cadeau une stèle antique, qu'il rapporte au ministre de la Marine Castries,. Du 13 juillet 1782 au 16 juillet 1783,, elle poursuit les mêmes missions sous le commandement du capitaine Félix-Magdelon de Gineste.

### Victime d'une trahison
Le 27 septembre 1793, les royalistes de Toulon cèdent la ville, le port, l'arsenal et la flotte française de Méditerranée à une force navale britannique commandée par le vice-amiral Lord Hood. Cette flotte française comprenait : « ...dix-sept vaisseaux de ligne (un 120, un 80 et quinze 74), cinq frégates et onze corvettes. Dans le Nouveau Bassin, quatre vaisseaux de ligne (un 120, un 80 et deux 74) et une frégate sont à différents stades de radoub. Dans l'ancien bassin, huit navires de ligne (un 80 et sept 74), cinq frégates et deux corvettes sont principalement en attente de réparations moyennes ou importantes. »
La Lutine était du nombre. Le 22 octobre, le capitaine James Macnamara (en) est envoyé de Londres pour en prendre possession. Il constitue un équipage à partir de marins venus du HMS Victory et du HMS Robust, et on lui affecte une équipe de bagnards et de galériens français pour faire les travaux sur le bateau mais ceux-ci travaillent lentement et à contrecœur. Pendant le siège de Toulon, le commandement britannique tente de l'utiliser comme canonnière pour bombarder les batteries d'artillerie françaises assiégeantes commandées par Napoléon Bonaparte. Lorsqu'ils doivent abandonner Toulon le 19 décembre 1793, les Britanniques emmènent avec eux plusieurs navires, dont la Lutine, dont le gréement n'a pas encore eu le temps d'être modifié, ce qui fait qu'en janvier 1794, la Lutine est prise à partie au large de la Corse par la frégate anglaise HMS Dido qui l'endommage sérieusement avant de comprendre que sa cible est devenue un navire britannique. La Lutine qui a eu un mort et un blessé dans cet incident doit subir des réparations dans le port de Livourne.

### Carrière au service de l'Angleterre
Hâtivement rebaptisée HMS Lutine et seulement partiellement rééquipée comme un navire britannique, la Lutine est employée en Méditerranée occidentale pendant près de deux ans avant d'être envoyée aux chantiers navals de Woolwich en novembre 1795, où elle va en cale sèche pour être mise aux normes anglaises et renforcée en vue de son réemploi en mer du Nord.
Elle est relancée le 2 mai 1797 mais commence sa nouvelle carrière par l'attente d'un équipage pendant plusieurs mois, les marins étant encore plus rares que les navires. Le capitaine John Monkton la prend en charge en novembre et recrute un équipage d'une centaine de marins, alors que 240 sont normalement nécessaires. Elle ne commence sa nouvelle carrière au sein de la flotte britannique de la mer du Nord qu'en janvier 1798 après plus de deux ans de radoub et d'attente. La Lutine remplit d'abord des missions de patrouille et d'escorte, guidant les transports entre l'Angleterre et l'Allemagne au large de la Hollande. Elle fait ensuite partie de la flotte de quelque 140 navires qui appuient le débarquement anglo-russe lors de l'invasion de la Hollande en 1799. Elle mouille devant Callantsoog le 26 août 1799, puis après la confrontation avec la flotte néerlandaise qui se traduit par une mutinerie d'une bonne partie des équipages et par une capture de la plupart des vaisseaux hollandais, elle escorte les prises vers l'Angleterre et retourne à sa base de Great Yarmouth.
Le 9 octobre 1799, la  Lutine reçoit l'ordre d'appareiller pour une mission spéciale, qui sera sa dernière : un transport vers Cuxhaven, loin des tumultes de la guerre, ce qui semble simple voire agréable dans un contexte où les marines ennemies sont réduites à peu de chose. Toutefois, la mission est stratégique : il s'agit de transporter environ 1 200 000 livres sterling en lingots et en pièces (équivalent en valeur à 118 800 000 livres en 2021) afin de fournir aux banques de Hambourg des liquidités pour éviter un krach boursier et, accessoirement, pour payer les troupes qui opèrent en Hollande du Nord.

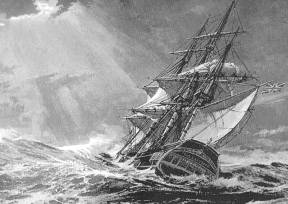
La Lutine en difficulté (illustration anonyme, XIXe siècle).

### La perte de laLutine
La route à suivre n'est ni longue (130 milles nautiques, soit 240 kilomètres), ni compliquée, même si elle s'approche des côtes de Hollande du Nord et de Frise devant les îles frisonnes et leurs hauts-fonds. Toutefois, à mi-parcours, l'équipage est surpris par une tempête assez violente avec des vents du nord-ouest et de fortes pluies. Malgré toute l'expérience de l'équipage, le bateau se trouve alors trop au sud et il est précipité avec une vitesse élevée, sans doute 8 à 10 nœuds sur les bancs de sable de la Vlie, où il s'échoue violemment vers 11 heures du soir, à environ trois milles de l'île de Vlieland et 4 milles de Terschelling. Avant que le bateau ne se disloque, l'équipage a le temps de tirer des coups de canon et des fusées de détresse, mais malgré les dispositions prises par le commandant Nathaniel Portlock (en) qui commande le HMS Arrow chargé de surveiller le secteur, il sera impossible en pratique de leur porter secours, en raison de la tempête et aussi du fort courant de marée qui empêche de sortir de la Vlie en direction de la Lutine. Environ 270 personnes trouvent la mort dans ce naufrage. Un seul rescapé sera retrouvé. Portlock identifiera le capitaine de la Lutine, Lancelot Skynner, parmi les victimes repêchées le lendemain par des pêcheurs de Vlieland. Le corps d'un passager, le banquier allemand Daniel Wienholt (1778-1799), sera trouvé sur l'ile de Sylt à plus de 250 kilomètres du lieu du naufrage.

## Le trésor perdu de laLutine

### Les difficultés d'accès au site de l'épave
Le lieu de l'échouage, la Vlie, a toujours été connu pour ses forts courants de marée et le danger des tempêtes qui drossaient les navires vers le rivage. En outre, la zone comporte de nombreux bancs de sable et hauts-fonds, que les courants déplacent continuellement, ainsi que les chenaux qui les traversent : en 1666, pendant la deuxième guerre anglo-hollandaise, l'amiral Holmes avait réussi à passer entre ces hauts-fonds uniquement grâce aux services du capitaine Hollandais exilé Laurens Heemskerck. Il avait alors brûlé le village de West-Terschelling, et surtout porté un coup très dur au commerce hollandais en détruisant par surprise quelque 150 bateaux de commerce, à l'ancre dans un secteur qui leur paraissait très sûr puisqu'ils considéraient l'estuaire de la Vlie comme infranchissable par l'ennemi. La profondeur de l'eau y change aussi constamment, ce qui a causé une grande partie des difficultés dans les tentatives de sauvetage.
Le chenal peu profond appelé IJzergat, situé entre les îles de Vlieland et Terschelling, dans lequel la Lutine s'est échouée a aujourd'hui complètement disparu. L'épave disloquée a immédiatement commencé à s'envaser et à s'enfoncer dans le sable, ce qui a obligé les tentatives de récupération de la cargaison à cesser en 1804. L'épave a été à nouveau visible en 1857, mais à nouveau enfouie en 1859. L'épave a probablement été partiellement découverte entre 1915 et 1916, bien qu'aucun sauvetage n'ait été tenté en raison de la Première Guerre mondiale. 

### Le trésor
Les archives de la Lloyd's ont été détruites par l'incendie du siège de la Lloyd's en 1838, et le montant de la cargaison perdu repose sur l'estimation faite par la Lloyd's en 1858 : 1,2 million de livres sterling, composée à la fois d'argent et d'or. 
Les liquidités embarquées sur la Lutine, essentiellement en or et en argent, étaient assuré par la Lloyd's, qui remboursa la totalité du sinistre. L'assureur était donc contractuellement propriétaire de l'or contenu dans l'épave, à charge pour lui de le faire récupérer. Toutefois, en raison de l'état de guerre entre l'Angleterre et les Pays-Bas, ceux-ci ont revendiqué la légitime propriété de ces liquidités au titre de prise de guerre.
Difficulté supplémentaire pour la récupération, l'or avait apparemment été stocké dans des fûts peu solides assemblés par de faibles cerclages de fer et l'argent dans des fûts avec des cerclages de bois. Ces fûts se sont en grande partie désintégrés dans les premiers mois après le naufrage et leur contenu a été dispersé par la mer autour de l'épave. 
Le 29 octobre 1799, le capitaine Portlock est chargé par l'Amirauté britannique de tenter de récupérer la cargaison au profit des personnes à qui elle appartient et la Lloyd's envoie également des agents pour examiner l'épave. Le Comité pour les biens publics de Hollande charge les receveurs d'épaves locaux de faire un rapport sur l'épave, et F.P. Robbé, le maire de Terschelling, est autorisé en décembre 1799 à commencer les opérations de sauvetage. Les trois parties avaient attiré l'attention sur la difficulté du sauvetage en raison de la position défavorable de l'épave et de l'époque tardive de l'année. À ce moment-là, l'épave gisait sous environ 7,5 mètres d'eau.

### Revendications contradictoires sur la propriété du chargement
En 1821, le successeur de Robbé en tant que receveur à Terschelling, Pierre Eschauzier, adresse une pétition au roi Guillaume Ier et, par décret royal, reçoit le droit exclusif de tenter le sauvetage de l'épave et de son "capital considérable, composé d'or et d'argent ainsi que de milliers de pièces de monnaie espagnoles, dont on pense qu'il s'élève à 20 millions de florins néerlandais."
En contrepartie, l'État recevrait la moitié de toutes les sommes récupérées. Eschauzier et ses héritiers sont donc devenus les propriétaires de l'épave par décret royal et sont dès lors connus sous le nom de "sauveteurs décrétés".
Les tentatives d'Eschauzier incitent la Lloyd's à se rapprocher du gouvernement britannique pour défendre ses droits sur l'épave. La diplomatie anglaise obtient qu'en 1823, le roi Guillaume modifiee par un nouveau décret son décret initial : tout ce qui "avait été réservé à l'État sur la cargaison de la frégate susmentionnée" est cédé au roi de Grande-Bretagne en gage "de nos sentiments amicaux à l'égard du Royaume de Grande-Bretagne, et nullement par conviction du droit de l'Angleterre sur une partie quelconque de la cargaison susmentionnée."

### Premières tentatives de sauvetage 1799-1835
Entre 1799 et 1801, les pêcheurs locaux, opérant avec l'autorisation du gouvernement hollandais qui prélève les deux tiers du sauvetage, ont récupéré l'équivalent de 80 000 livres sterling : 58 barres d'or, 5 barres d'argent, et 42 000 pistoles espagnoles en pièces diverses. Selon une autre source, il a aussi été récupéré en plus 81 doublons louis d'or, 138 simples Louis d'or et 4 guinées anglaises, ce qui porte la valeur récupérée à 83 000 livres sterling. La part revenant au gouvernement néerlandais (les deux tiers des découvertes) est fondue pour en faire des florins néerlandais d'une contrevaleur de 56 000 livres sterling. Un lot de cuillères d'argent marquées "W.S" et reconnues comme appartenant au capitaine de la Lutine sont renvoyées en Angleterre de même qu'une épée identifiée comme appartenant au lieutenant Charles Gustine Aufrere.
En août 1800, Robbé récupère un tonneau de sept lingots d'or, pesant 37 kilos et un petit coffre contenant 4 606 piastres espagnoles. Les 4 et 5 septembre, deux petits tonneaux ont été récupérés, dont l'un avec le fond enfoncé, contenant douze lingots d'or. Il y eut également d'autres récupérations plus modestes, faisant au total de cette année la plus réussie en termes de sauvetage. Cependant, les dépenses engagées pour le sauvetage dépassaient les récupérations de 3 241 florins.
En 1801, bien que des récupérations aient été effectuées, les conditions étaient défavorables et l'épave était déjà très ensablée. En 1804, Robbé rapporte que la partie de l'épave dans laquelle on a l'habitude de trouver les métaux précieux est maintenant recouverte par un grand morceau du flanc du navire (qui était précédemment resté suspendu plus ou moins à un angle). Les tentatives de sauvetage semblent avoir été abandonnées à ce moment-là.
En 1814, le roi des Pays-Bas alloue 300 florins à Pierre Eschauzier, nouveau maire de West-Terschelling, pour ses travaux de sauvetage. Ce dernier et récupère "8 louis d'or et 7 piastres espagnoles."
En 1821, Eschauzier constitue une société par actions, l'Onderneming op de Lutine, pour financer les travaux de sauvetage. La société achète une cloche à plongeur manœuvrée par des Anglais. Hélas, son inventeur, l'ingénieur Rennie, meurt cette année-là. Fin juin 1822, la cloche à plongeur arrive néanmoins sur place, mais les opérations sont contrariées par le mauvais temps et l'ensablement de l'épave ; à ce stade, on estime que l'épave se trouve sous un mètre de sable. En 1823, la société conclut un contrat avec de célèbres sauveteurs anglais Bell de Whitstable. Ils arrivent avec cinq navires de sauvetage et commencent à travailler à l'ancienne, avec des pinces et des étriers, sans résultat. Les travaux avec la cloche de plongée se poursuivent également. En 1829, devant la maigreur des résultats les travaux sont arrêtés et la cloche de plongée est revendue à la Marine royale néerlandaise. 
En 1834, on découvre que la "Lutine" est à nouveau visible. Les Anglais reviennent, avec "une machine à plonger nouvellement inventée" : peu auparavant, les frères Deane (en) de Whitstable ont en effet inventé le scaphandre à casque. Ce sont désormais des scaphandriers qui descendront chercher le trésor de la  Lutine. Néanmoins, après 12 sorties sur l'épave, les sauveteurs anglais repartent bredouille.
En 1835, le banc de sable qui recouvrait le Lutine s'est rétréci et déplacé vers le sud, la profondeur de l'eau étant de 9 à 10 mètres. C'est au tour de l'Anglais John Bethel d'arriver sur place avec deux plongeurs casques et un scaphandre de plongée amélioré. Cependant, ses plongeurs n'osent finalement pas descendre jusqu'à l'épave, car ils n'ont jamais plongé que dans des eaux intérieures.
En 1843 arrivent les premiers scaphandriers néerlandais. Ils sont financés et dirigés par Jan van Geuns, qui possède à Haarlem, une usine fabriquant des tuyaux en caoutchouc et des combinaisons de plongée pour la marine néerlandaise. Après une saison, il est à court d'argent et arrête les recherches. Il réussira mieux en 1848 en sauvant un chargement de rails de chemin de fer de l'épave du Wilhelm qui a coulé au large de Terschelling.
Ces tentatives infructueuses ne facilitent pas la levée de nouveaux capitaux.

### Sauvetages de l'ingénieur Taurel 1857-1863
En 1857, on découvrit par hasard qu'un chenal s'était creusé en travers du banc de sable du Goudplaat, menant au-dessus de l'épave, de sorte que cette dernière n'était pas seulement dégagée du sable, mais qu'elle s'était enfoncée davantage sous la surface avec le chenal. L'ingénieur néerlandais Taurel, de Kampen, obtient un contrat de l'Onderneming et fait plonger quatre scaphandriers d'Egmond. Ces travaux de récupération sont productifs : entre 1857 et 1860, ils parviendront à récupérer 41 barres d'or, 64 barres d'argent et 15 350 pièces d'or et d'argent. Cependant, cette accessibilité améliorée de l'épave attire de nombreux sauveteurs non autorisés, ce qui a conduit le gouvernement néerlandais à poster une canonnière dans la zone. Au cours de cette année, environ 20 000 florins sont récupérés.
En 1858, malgré le mauvais temps, les travaux permettent de reprendre à la mer 32 barres d'or et 66 barres d'argent. La cloche de bateau est également découverte cette année-là (elle aura une belle carrière par la suite dans la salle des souscriptions de la Lloyd's, voir ci-après). 
En 1859, il est apparu que le trésor avait été entreposé vers la poupe du navire, et que la poupe était couchée sur le côté, avec le côté tribord en haut et le côté bâbord enfoncé dans le sable. La zone ne livre cependant que 4 barres d'or, 1 barre d'argent et plus de 3 500 piastres. 
En 1860, la profondeur de l'épave avait atteint 14 mètres, gênant considérablement les opérations de sauvetage. Après quelques autres découvertes en 1861 et 1862, les recherches sont arrêtées en 1863 par l'envasement complet de l'épave. Néanmoins, au cours des quatre années, un demi-million de florins ont été récupérés : 41 barres d'or, 64 barres d'argent et 15 350 pièces diverses, et l'Onderneming a payé un rendement de 136 %. 
Entretemps, Taurel a fait construire un bateau de plongée, le Hollandsche Duiker, avec une cloche de plongée en fer de 3 tonnes. Mais malgré de multiples plongées jusqu'en 1862, on ne trouve plus d'or. Les actionnaires perdent intérêt et arrêtent les travaux. Le navire de plongée est vendu en 1865.

### Recherches de ter Meulen (1867-1893)
En 1867, un inventeur néerlandais, Willem Hendrik ter Meulen, proposa d'utiliser une foreuse à sable, un dispositif d'injection d'eau sous pression qui permettait de dégager un passage pour un scaphandrier. Ter Meulen acheta un remorqueur à vapeur de 50 CV à coque en acier et à roues à aubes, l'Antagonist, dont la transmission fut modifiée de manière à pouvoir utiliser la puissance du moteur pour actionner la pompe du canon à eau. D'après les premiers essais, cette puissance était largement suffisante, et le système ne mettait que quelques minutes à pratiquer un accès à l'épave suffisamment stable pour ne pas s'effondrer pendant le temps nécessaire au travail du scaphandrier. Le système permettait de passer au travers de 7 mètres de sable pourvu qu'il y ait 7 mètres d'eau au-dessus. Ter Meulen avait signé un contrat de trois ans, renouvelé pour trois autres années, puis pour vingt années supplémentaires avec le Onderneming op de Lutine. Malheureusement, l'épave est restée fortement ensablée, la profondeur de l'eau variant entre 2 mètres (1873) et 5 mètres (1868 et 1884). En outre, le nombre de jours de travail utiles n'excédait en général pas plus de trente jours par an. Ter Meulen fore néanmoins le sable au moins trois fois par an pendant plusieurs années. En 1886, il conclut un accord pour utiliser les dragueurs de fond « Friesland » de Willem Maas de Makkum et « Tijd » de la société Dros à Texel afin qu'ils évacuent la majeure partie du sable recouvrant l'épave et que le « plongeur de sable » puisse alors être mis en œuvre. Les années suivantes, ces dragues ont aspiré de nombreux morceaux d'épave et un certain nombre de pièces de monnaie ont fait surface, ainsi que deux caronades, deux petits canons de marine qui ont été installés à Makkum près de du siège de l'entreprise Maas. Un certain nombre de petits objets sont également récupérés.
En 1891, le dragage est interrompu parce que cette année-là on ne retrouve que quelques pièces de monnaie pour l'équivalent de 65 florins de valeur. Ter Meulen continue cependant mais en 1893 son contrat avec l'Onderneming op de Lutine n'est plus renouvelé. Ter Meulen mourra le 17 juin 1901, non sans avoir assisté avec amertume aux tentatives infructueuses de ses successeurs et avoir défendu la pertinence de son procédé. On lui doit le répérage exact du site de l'épave : 53°20′35″N 5°01′34″E. 
En 1886, un canon récupéré est offert par la Lloyd's à la reine Victoria : il est aujourd'hui exposé au château de Windsor. Un autre fut offert à la City of London Corporation et est exposé au Guildhall, à Londres. Un dernier canon a été transmis au club sportif de la Lloyd's dans l'Essex. D'autres sont exposés au Stedelijk Museum d'Amsterdam, et au moins quatre se trouvent à Terschelling. 

### Les tentatives de Kinipple et Fletcher  (1893-1898)
En 1893, la société s'associe aux sociétés de récupération britanniques Kinipple de Brighton et Fletcher de Londres. Cette société s'appelait le Lutine Syndicate. Contrairement à Ter Meulen, Fletcher entendait travailler avec une cloche de plongée. Au cours de la première année, les Britanniques ont construit un mur annulaire sous-marin autour de l'épave à l'aide de sacs de sable, puis utilisé des dragues pour aspirer le sable et permettre à des scaphandriers d'atteindre le trésor sous-marin. L'entreprise, qui reste 5 ans à Terschelling, n'obtient aucun résultat, notamment parce que les sacs de sable obstruent les aspirations des dragues, malgré des conditions climatiques plutôt favorables aux recherches.
En 1896, un canon a été offert à la reine Wilhelmine.
En 1898, plusieurs mètres cubes de bois ont été récupérés à partir desquels une chaise a été fabriquée pour la Lloyd's de Londres.

### Nouvelles recherches auXXesiècle
En 1911, une société de sauvetage a été organisée pour récupérer le trésor signalé. En 1912, cet effort le bilan de cette nouvelle tentative de sauvetage est la récupération de pièces d'argent, de canons et de boulets de canon et d'une ancre, mais d'aucun trésor.
En 1913, les deux ancres, portées à la proue du navire, pesant chacune 3 900 kilos ont été récupérées et exposées à Amsterdam. La Lloyd's a envisagé d'en faire un monument derrière le Royal Exchange, mais cette idée n'a finalement pas été retenue et seuls les jas de bois, marqués Lutine, ont été envoyés à la Lloyd's.
Le déclenchement de la Première Guerre mondiale empêche une autre tentative de sauvetage.
En 1933, une nouvelle tentative est faite pour retrouver le trésor, mais elle est arrêtée lorsque la cloche de plongée est détruite par une mine marine de la Première Guerre mondiale.

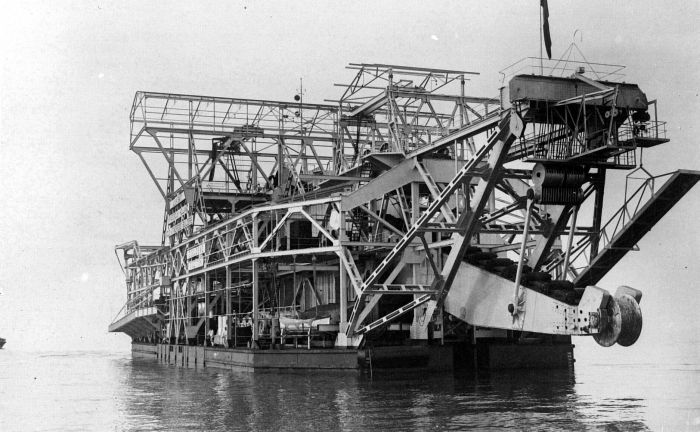
La drague Doejoeng, du même type que la Karimata, utilisée en 1938 pour excaver le site du naufrage de la Lutine.

De nouvelles tentatives ont lieu en 1934 et en 1938, une tentative est faite pour récupérer le trésor signalé. Lors de cette tentative, c'est la plus grosse drague du monde (75 mètres de long, 23 mètres de large), la Karimata, qui est mise en place par la société Billiton. utilisée. Malgré ces moyens spectaculaires, une seule barre d'or est remontée à cette occasion, avec 8 pièces de monnaie d'or et 123 d'argent, 13 tonnes d'acier, 3 tonnes de plomb, 18 mètres cubes de bois d'épave, 5 canons et quelques autres objets. Encore y a-t-il une forte présomption que la barre d'or n'ait pas été authentique, mais qu'elle ait été fabriquée pour donner plus de lustre à l'expédition, qui coûte 442 500 florins à Billiton et lui en rapporte seulement 189 000. 
En 1956, l'ingénieur néerlandais van Wienen propose la construction d'un vaste ponton flottant (35 mètres de diamètre) pour pratiquer des explorations jusqu'à 10 mètres de profondeur dans le sable tout en suivant le parcours du vaisseau naufragé depuis son échouage jusqu'à sa dislocation. Mais le financement n'est pas trouvé pour cet ambitieux projet de 1,5 million de florins et sa "soucoupe plongeante" reste à l'état de projet.
En 1979, à la demande des chasseurs de trésors sous-marins néo-zélandais Lyle Henry Mortmore[réf. souhaitée] et Kelly Tarlton, une campagne de repérage est conduite par la société Oretech qui localise plus de 4 000 objets grâce à des technologies de l'information dernier cri. Cela permet d'établir avec précision quelle a été la trajectoire de la Lutine en perdition. L'année suivante, un navire ravitailleur américain, le Yak, équipé de deux grosses turbines permettant d'évacuer de grandes quantités de sable par la pression du jet, est loué. Alors que cette méthode a fait ses preuves dans d'autres cas d'épaves ensablées, et malgré la technologie avancée qui a été utilisée pour les repérages, ce nouveau chantier est une nouvelle déception. Les turbines creusent bien des puits de 25 mètres de diamètre et huit mètres de profondeur en l'espace d'une demi-heure, mais on ne remonte que des débris divers, des ancres et un fragment de conduite perdu par une drague lors d'un chantier précédent. L'appartenance de ces découvertes à la Lutine ne peut être garantie, mais elles sont expédiées en Nouvelle-Zélande où Kelly Tarlton les expose comme provenant de la Lutine dans son musée d'épaves à Waitangi.

## LaLutineet la Lloyd's

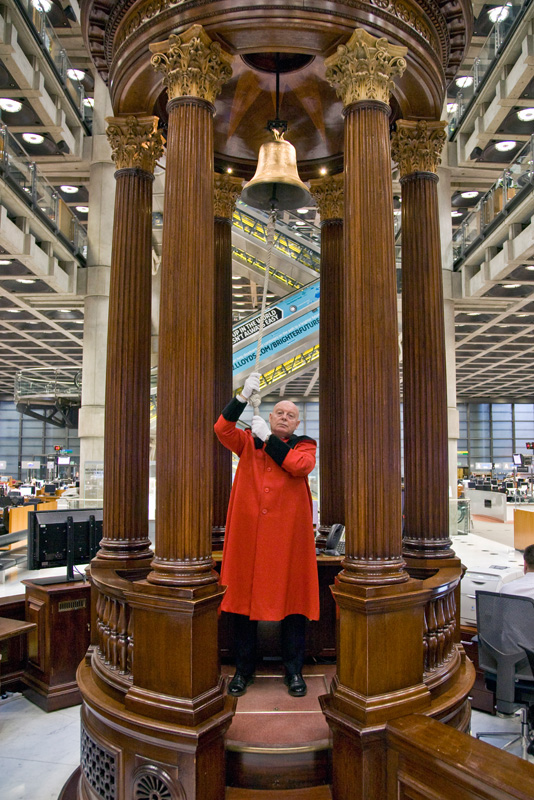
La cloche de la Lutine dans les locaux de la Lloyd's à Londres.

Le désastre de la Lutine, un gouffre financier pour les souscripteurs de son assurance, figure tout en haut de l'historique de la compagnie d'assurance londonienne Lloyd's, « sans doute le sinistre maritime la plus célèbre du Lloyd's ». 
Même si on n'a jamais retrouvé le trésor, la Lloyd's s'est illustrée en remboursant la totalité du sinistre, deux semaines seulement après la catastrophe. Cet événement a solidement établi la réputation de la Lloyd's comme un assureur capable de rembourser les sinistres les plus coûteux, et assez solide financièrement pour résister à une perte d'une ampleur pharaonique.
C'est pourquoi la Lloyd's a conservé sa cloche, récupérée le 17 juillet 1858. Pesant 48 kilos et mesurant 46 centimètres de diamètre, cette cloche était traditionnellement sonnée au siège de la Lloyd's à Londres pour informer les employés : un coup pour la nouvelle de la disparition d'un navire assuré par la compagnie, deux coups pour sa récupération. Elle n'est plus utilisée qu'exceptionnellement aujourd'hui mais elle reste présente, comme le symbole de la solidité de la Lloyd's.

## Sources
- Roche Jean-Michel, Dictionnaire des bâtiments de la flotte de guerre française de Colbert à nos jours 1 1671 - 1870, Toulon, J.-M. Roche, 2005 (ISBN 978-2-9525917-0-6, OCLC 165892922)
- (en) Bernard Ireland, The Fall of Toulon: The Last Opportunity to Defeat the French Revolution [« La chute de Toulon : La dernière occasion de vaincre la Révolution française »], Weidenfeld & Nicolson, 2005 (ISBN 9780304367269)
- (nl) Bert Huiskes et Gerald de Weerdt, De Lutine 1799-1999, de raadelachtige ondergang van een schip vol goud [« La Lutine 1799-1999, le naufrage mystérieux d'un bateau chargé d'or »], Bussum, Thoth, 1999 (ISBN 9068682237)
- (en) S. J. Van der Molen, The Lutine Treasure, Coles, 1970 (ISBN 9780229974825)